# Val-en-Vignes
Val-en-Vignes – gmina we Francji, w regionie Nowa Akwitania, w departamencie Deux-Sèvres. W 2013 roku liczba ludności wynosiła 2022 mieszkańców. 
Gmina została utworzona 1 stycznia 2017 roku z połączenia trzech ówczesnych gmin: Bouillé-Saint-Paul, Cersay oraz Massais. Siedzibą gminy została miejscowość Cersay.